# EFEMP1
La proteína 1 de matriz extracelular tipo fibulina contenedora de EGF (EFEMP1) es una proteína codificada en humanos por el gen EFEMP1.
Este gen se extiende aproximadamente a lo largo de 18 kb del ADN genómico y consta de 12 exones. El patrón de splicing alternativo en el extremo 5' UTR da lugar a tres variantes transcripcionales que codifican la misma proteína de matriz extracelular. Se han asociado mutaciones en este gen con la distrofia retinal en panal de Doyne.

## Interacciones
La proteína EFEMP1 ha demostrado ser capaz de interaccionar con:
- ARAF[4]